# Comité 86
Comité 86 is een groep Belgische componisten van klassieke muziek.
De componistengroep Comité 86 werd in 1986 gesticht door Victor Legley, toenmalig bestuurder van de Belgische auteursrechtenvereniging Sabam te Brussel. Hij bundelde de creatieve krachten van de jonge Belgische componisten van dat ogenblik en bleef ongeveer een jaar actief.
De groep omvatte een achttal leden, waaronder Marc-Henri Cykiert, Piotr Lachert, Piet Swerts en Carl Verbraeken.